# Ralf Edström
Ralf Edström (* 7. Oktober 1952 in Degerfors) ist ein ehemaliger schwedischer Fußballspieler.
Edström begann seine Profikarriere beim damaligen schwedischen Erstligaclub Åtvidabergs FF 1971 und wurde gleich 1972 mit diesem Verein schwedischer Meister. Der 1,91 m große Mittelstürmer wechselte dann 1973 zur PSV Eindhoven und nahm für das schwedische Nationalteam an der Fußball-Weltmeisterschaft 1974 in Deutschland teil. Er nahm an allen sechs Spielen der Schweden bei dieser WM teil und schoss vier Tore. Im Regenspiel in Düsseldorf gegen Deutschland in der zweiten Finalrunde brachte er sein Land in der 24. Minute mit 1:0 in Führung. Das Spiel ging am Ende mit 2:4 verloren.
1977 wechselte zurück nach Schweden zum IFK Göteborg und spielte dann sein zweites WM-Turnier bei der Fußball-Weltmeisterschaft 1978 in Argentinien. Seine Mannschaft kam jedoch bei diesem Turnier nicht über die Vorrunde hinaus. 1979 wechselte er in die belgische Liga zu Standard Lüttich. Seine internationale Karriere beendete er zwischen 1981 und 1983 beim AS Monaco.
Ralf Edström bestritt insgesamt 40 Länderspiele für Schweden und schoss in diesen Spielen 15 Tore.
Bis 2015 arbeitete Edström unter anderem als Fußballexperte für das Schwedische Radio.

## Erfolge
- Schwedischer Meister (3): 1972, 1973, 1985
- Schwedischer Pokalsieger (2): 1971, 1979
- Niederländischer Meister (2): 1975, 1976
- Niederländischer Pokalsieger (2): 1974, 1976
- Belgischer Pokalsieger (1): 1981
- Französischer Meister (1): 1982